# Édouard Benjamin
Pour les articles homonymes, voir Benjamin.
Édouard Benjamin, né en 1941 à Boffa (Guinée) et mort le 22 janvier 2017 à Washington (États-Unis),, est un diplomate et homme politique guinéen qui fut plusieurs fois ministre, puis secrétaire exécutif de la Communauté économique des États de l'Afrique de l'Ouest (CEDEAO)  de 1993 à 1997. 